# Himantura undulata
Himantura undulata és una espècie de peix pertanyent a la família dels dasiàtids.

## Descripció
- Pot arribar a fer 410 cm de llargària màxima.[3]

## Reproducció
És ovovivípar.

## Hàbitat
És un peix marí, demersal i de clima tropical (30°N-24°S).

## Distribució geogràfica
Es troba des de la badia de Bengala fins a Nova Guinea, les illes Ryukyu i el nord d'Austràlia. És absent de l'Índic occidental.

## Observacions
És verinós per als humans i emprat comercialment per la seua carn, pell (d'alt valor) i cartílag.